# Moira Kelly (activista)
Moira Therese Kelly (Melbourne, 31 de enero de 1964) es una trabajadora humanitaria australiana. En 2001 le fue otorgada la Orden de Australia en reconocimiento a su servicio humanitario a comunidades tanto australianas como internacionales. En 2012 recibió el premio Victorian of the Year, otorgado por el Victoria Day Council en Melbourne, y fue nominada en 2003 y 2004 para los premios Australian of the Year.

## Biografía
Desarrolló el interés en niños desfavorecidos cuando, teniendo ocho años, vio una película documental acerca de la Madre Teresa y decidió entonces ser una trabajadora humanitaria. Siendo estudiante en la escuela primaria de Carlton, suburbio de Melbourne, saltaba la cerca que la separaba de una escuela especial aledaña para ir a ayudar en la alimentación de los niños. En 1982, antes de terminar el décimo año en el colegio St Aloysius en Melbourne del Norte, dejó la escuela y se inscribió en un curso para ser asistente de enseñanza de educación especial y en 1984 se formó como misionera laica y completó un curso de asistente de libertad condicional (probation officer) para trabajar con jóvenes delincuentes. Entonces viajó a Australia Occidental y trabajó como "house mother" en una misión aborigen. De regreso a Melbourne vendió su automóvil para financiar su viaje, y se fue a Calcuta donde trabajó en la misión de la Madre Teresa, permaneciendo allí durante seis meses hasta que su visa expiró. En 1987 regresó a India y continuó su trabajo con la Madre Teresa. 
En 1994 inició el programa de voluntariado Nobody's Children en un campamento de refugiados en Bosnia y Herzegovina, convirtiéndose en la directora del programa en la zona con el que coordinó un núcleo de voluntarios en los esfuerzos de ayuda a través de muchos campos de refugiados, tales como clínicas dentales y de salud, farmacias, organización de evacuación en emergencias médicas a hospitales en el extranjero, y programas de educación y recreación.
Regresó a Australia a fines de 1990. En 1999 creó la organización sin ánimo de lucro Children First Foundation. Los niños de países en desarrollo que tienen problemas de salud, a menudo graves, a los que los médicos locales son incapaces de tratar eficazmente, son referidos a la Fundación por trabajadores de ayuda humanitaria, personal médico, iglesias y misiones. La Fundación entonces facilita provisión de tratamiento médico, a menudo llevando a los niños a los hospitales Royal Children's y Epworth de Melbourne, donde los especialistas médicos y el personal de enfermería donan sus servicios. Especialistas en Nueva York, Boston e Irlanda también han donado sus servicios. 
En 2001 a través de la fundación Children First abrió una granja en Kilmore denominada Open Door Rotary Farm, donde son alojados y cuidados los niños trasladados a Australia para tratamiento.
Donada y construida por el Rotary, la propiedad incluye una casa construida especialmente con doce dormitorios donde los niños que ya recibieron tratamiento médico pueden rehabilitarse antes de regresar a sus lugares de origen.
Children First ha llevado niños a Australia para tratamiento médico desde Albania, Yibuti, Timor Oriental, Indonesia, Fiyi, Papúa Nueva Guinea, Nauru, Nigeria, Zambia y las Islas Salomón.

## Premios y reconocimientos
En 1988 fue honrada como Mujer Joven del Año del Bicentenario de Australia, por su trabajo de servicio comunitario y con el premio Advance Australia Ambassador. En 1992 recibió el premio internacional Paul Harris del Rotary International por su trabajo en el Bronx, ciudad de Nueva York, y en 1994 le fue otorgado el premio Sir Edward Dunlop por su servicio humanitario.
En 2001 su trabajo humanitario fue reconocido con varios premios, incluyendo el premio Prime Minister's otorgado al servicio comunitario excepcional, el premio White Flame otorgado por Save the Children por su servicio a niños desfavorecidos, y fue nombrada Oficial de la Orden de Australia en reconocimiento de su servicio en comunidades tanto australianas como internacionales.
En 2003 recibió el premio Victorian of the Year y en 2003 y 2004, fue nominada para los premios  Australian of the Year.
A Compassionate Rage (2001) es una película documental de Film Australia y Alan Lindsay, en la que se hace un seguimiento del trabajo de Kelly durante dieciocho meses en sus misiones en el extranjero mientras intenta organizar tratamientos médicos para niños enfermos y heridos.
En 2013 fundó Global Gardens of Peace, una organización humanitaria con sede en Melbourne, Australia, para proporcionar áreas seguras de juego y jardines en zonas de posguerra y países del tercer mundo. Junto a un equipo de dedicados voluntarios, proyectó el jardín inaugural en la ciudad de Gaza, Palestina.

## Gemelos

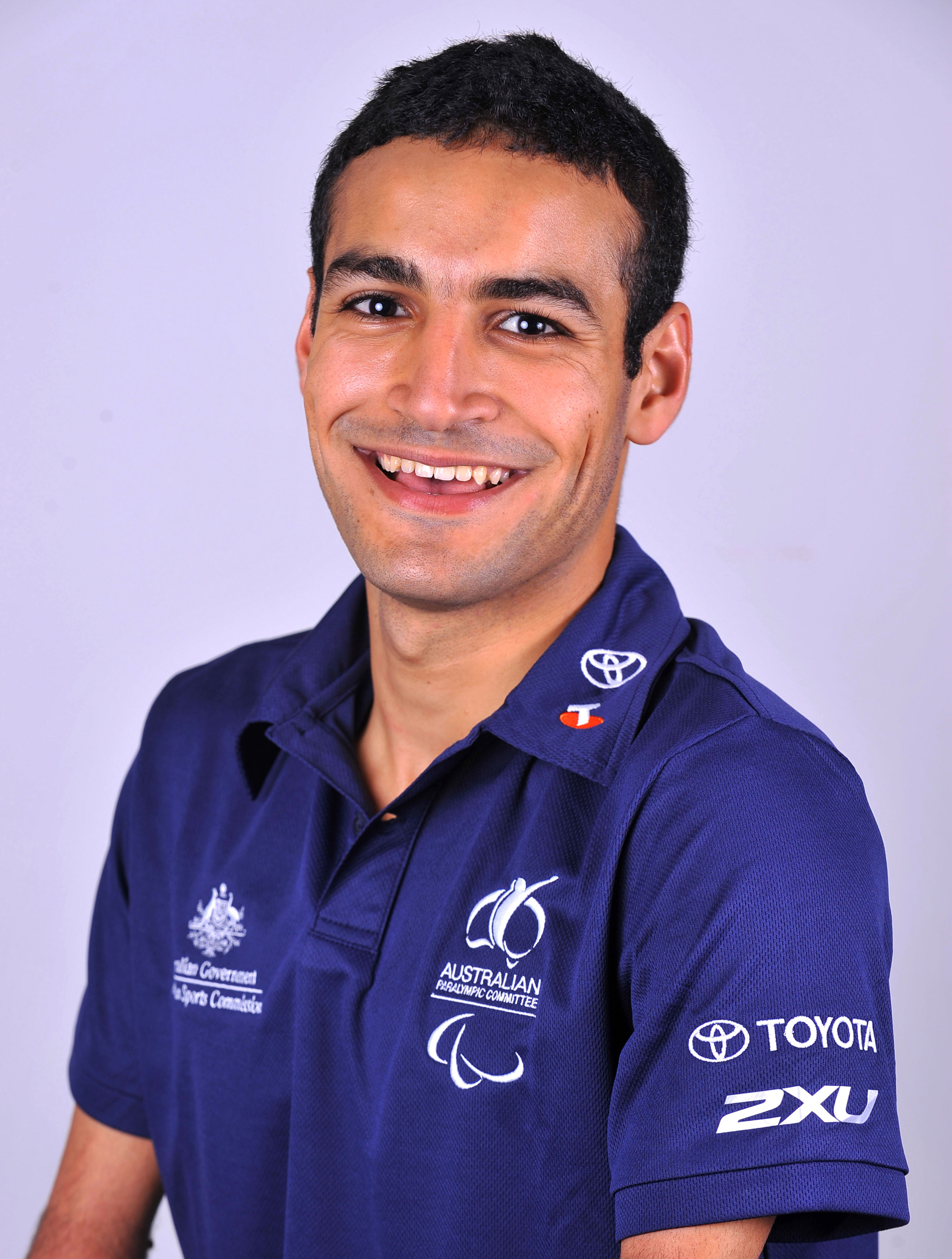
Ahmed Kelly, nadador participante de los Juegos Paralímpicos, uno de los hijos de Moira Kelly.

Siendo ella una gemela, es curadora de Trishna y Krishna, unas gemelas siamesas de Bangladés que nacieron unidas por el cráneo y fueron separadas en 2009 en una operación que duró treinta y dos horas en el Royal Children's Hospital de Melbourne. La madre biológica de las niñas era en esa época una estudiante de veintidós años que las entregó a un orfanato de Daca. El 8 de febrero de 2012 su historia fue presentada en Estados Unidos por la cadena televisiva Public Broadcasting Service en el programa de temas científicos Nova.
También es madre adoptiva de los hermanos Emmanuel y Ahmed Kelly, dos jóvenes iraquíes que nacieron con los miembros inferiores y superiores severamente subdesarrollados debido a la guerra química. Se encontraban alojados en el orfanato Madre Teresa de Bagdad cuando los encontró y decidió llevarlos a Australia para darles tratamiento médico y posteriormente los adoptó. Ahmed es un nadador de competición que ha representado a Australia en los Juegos Paralímpicos de 2012.  Emmanuel Kelly fue concursante en el programa The X Factor en 2011; abandonó la competición el 11 de septiembre de 2011 "después de olvidar las letras varias veces durante su actuación." Luego se presentó en The Glee Project.